# Vi Unge
Vi Unge er et dansk ungdomsmagasin hovedsageligt henvendt til teenagepiger. I 1958 blev bladet lanceret som Filmjournalen, men fik navnet Vi Unge i 1963. Bladet udgives af Aller Media og har artikler om blandt andet køn, identitet, dilemmaer, mode, skønhed og ungdomskultur.
I 2022 blev det annonceret, at “Vi Unge” pr. 1. januar 2023, udelukkende bliver digitalt. Derfor er det efter 60 år, slut med fysiske “Vi Unge”-blade.